# Gaston Louis
Gaston Louis est un ecclésiastique et homme politique français né le 26 décembre 1862 à Montois-la-Montagne (Moselle) et mort le 10 mars 1944 à Vernaison (Rhône).

## Biographie
Après avoir obtenu une licence en droit à Nancy, il entre au séminaire de Saint-Sulpice, à Paris puis à Rome et devient docteur en théologie. Après avoir été professeur au séminaire de Lyon, il est vicaire, curé, aumônier et directeur des œuvres sociales de Metz. Chanoine titulaire et directeur des œuvres sociales féminines et de la jeunesse, il écrit dans La Revue ecclésiastique de Metz pour défendre le programme social catholique et la défense du statut d'Alsace-Lorraine. Il ne rejoint alors pas le parti d'Union républicaine lorraine mais est proche de l'Action populaire lorraine. En 1924, il se présente pourtant sur la liste de l'URL à la députation de la Moselle sur une ligne régionaliste. il est élu avec le reste de la liste. Il participe à la création du groupe des Démocrates d'inspiration démocrate chrétien et l'un des seuls à adhérer officiellement au parti attaché. Sa ligne est donc la préservation des statuts de l'Alsace-Lorraine sans être nationaliste. Il se distingue par ses interventions concernant la formation des instituteurs, où il s'élève contre l'introduction de cours de sociologie, notamment les travaux de Durkheim et Lévy-Bruhl. Il réclame aussi l'avis des pères de familles pour choisir les livres dans les bibliothèques scolaires. Il ne se représente pas en 1928.

## Sources
- « Gaston Louis », dans le Dictionnaire des parlementaires français (1889-1940), sous la direction de Jean Jolly, PUF, 1960 [détail de l’édition]
- Dir. Jean El Gammal, François Roth et Jean-Claude Delbreil, Dictionnaire des Parlementaires lorrains de la Troisième République, Metz, Serpenoise, 2006 (ISBN 2-87692-620-2, OCLC 85885906, lire en ligne), p. 296-297